# 木煤气

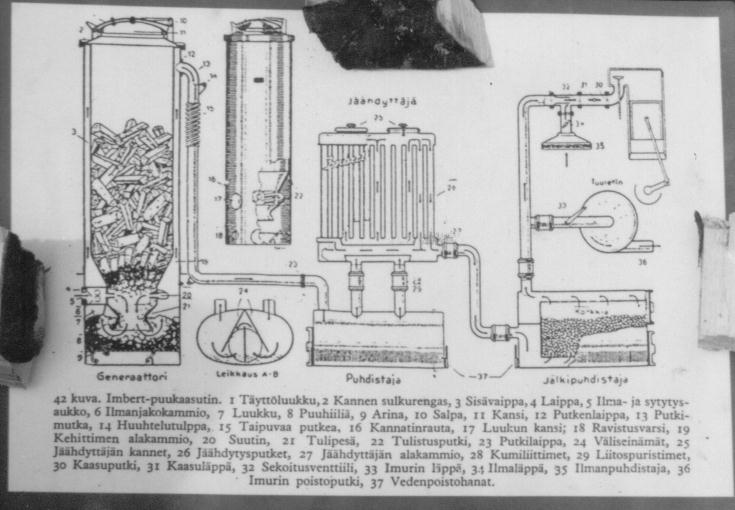
木材氣化裝置示意圖，在左邊的大桶中放置木材，無氧燃燒後裂解釋出各種氣體，經過過濾與冷卻，將餘下的CO與H2送進右上角的燃燒室做為燃料

木煤气（英語：wood gas）是一种合成气燃料，可被用作炉具燃料、替代汽油和柴油，或用於車輛的其他燃料。在生产过程中，生物质或其它含碳材料在木材气体发生器中的低氧环境中被气化产生氢气和一氧化碳。在富氧环境中，这些气体可以作为燃料，产生二氧化碳、水和热量。水煤气生产过程发生在一些气化炉中，此过程之前是裂解（Pyrolysis），其中生物质或煤首先被转换为炭，释放出甲烷和含有丰富的多环芳香烃的焦油。

## 历史
第一个木材气化炉是由比朔夫（Gustav Bischof）于1839年建成。第一辆木煤气动力汽车是由托马斯·休·帕克（Thomas Hugh Parker）于1901年建成的。 
在第二次世界大战期间，因为化石燃料定量配给，木煤气被用来给车辆提供动力，仅在德国就有约50万辆使用“人造煤氣”的车辆投入使用。卡车，客车，拖拉机，摩托车，轮船和火车都配备有木材气化装置。在1942年（当時木煤气还没有十分普及），瑞典大约有73,000辆木煤气汽车，法国有65,000辆，丹麦有10,000辆，瑞士有将近8,000辆木煤气汽车。1944年，芬兰有43,000辆“木汽车”，其中30,000辆公共汽车和卡车，7,000辆私人汽车，还有4,000辆拖拉机和600艘船。

## 应用

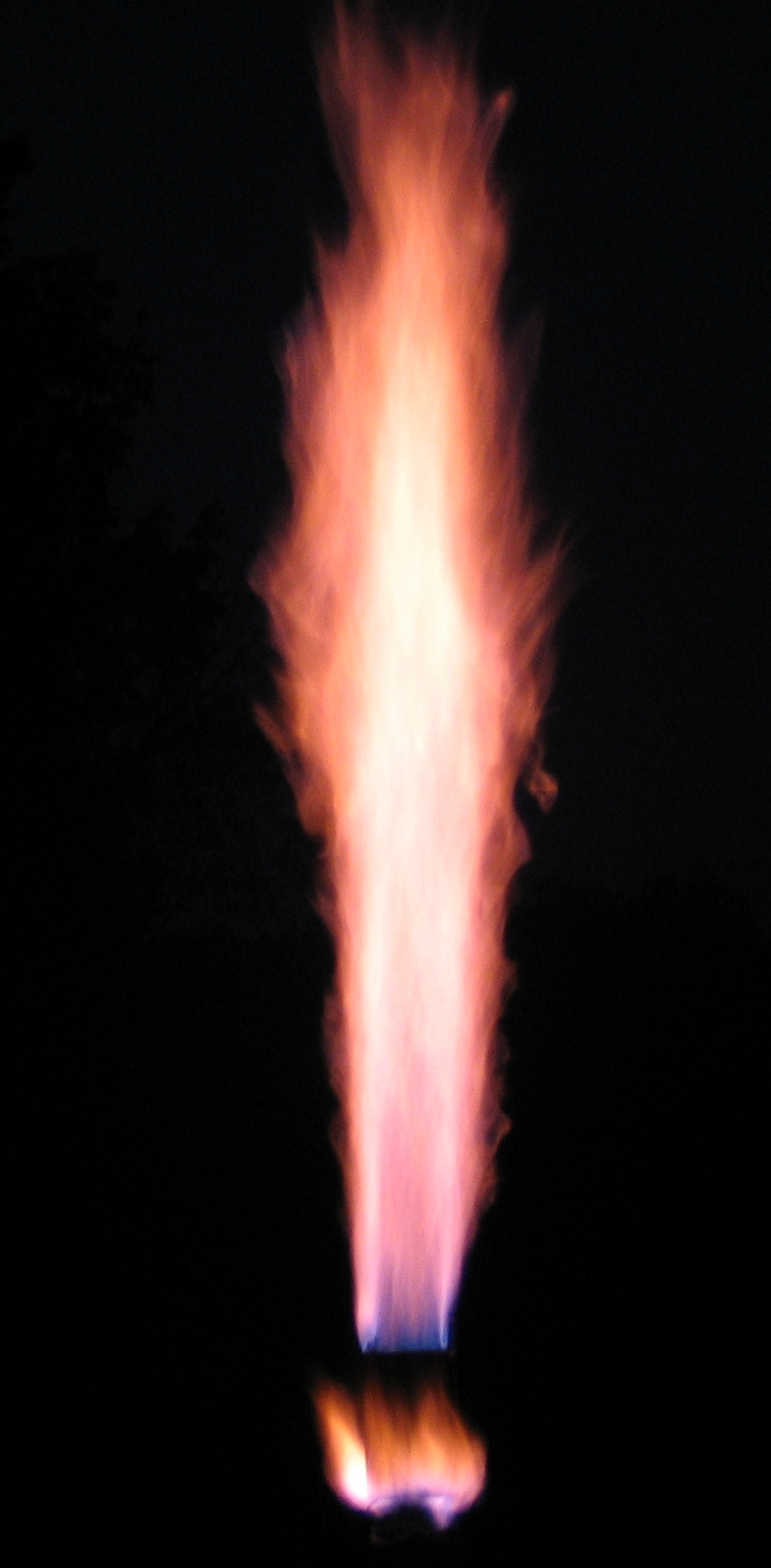
车辆气化单元的木煤气火焰

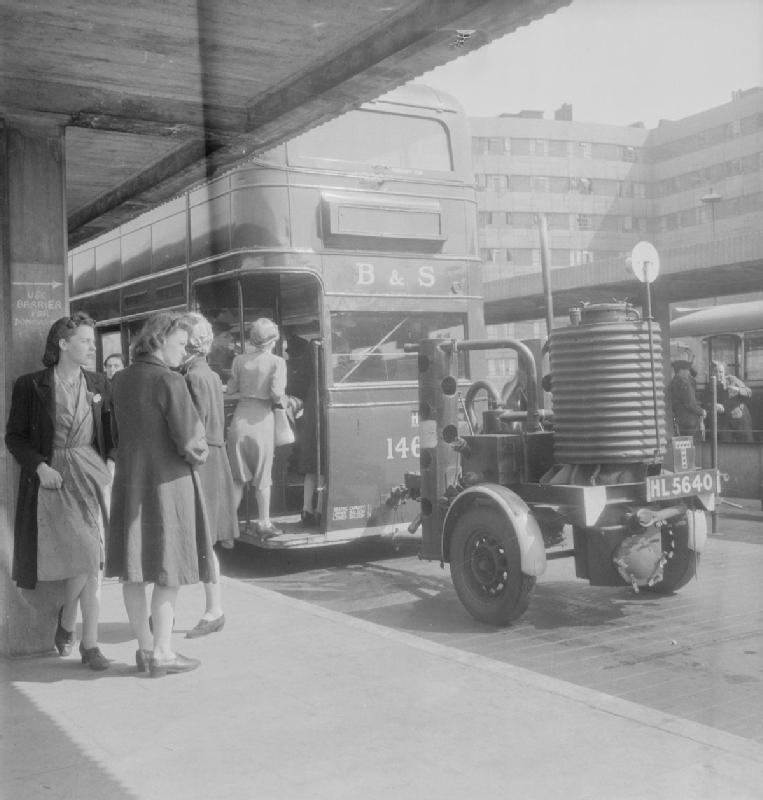
由拖车上气化炉产生的木煤气驱动公共汽车，英国利兹，约1943年。

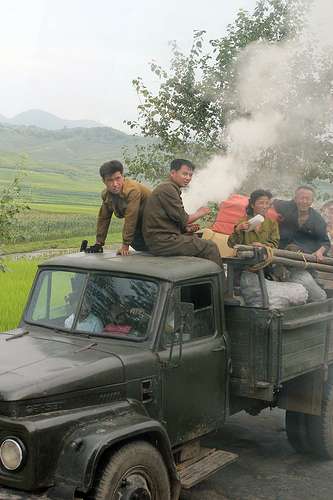
北韓的木煤气卡车

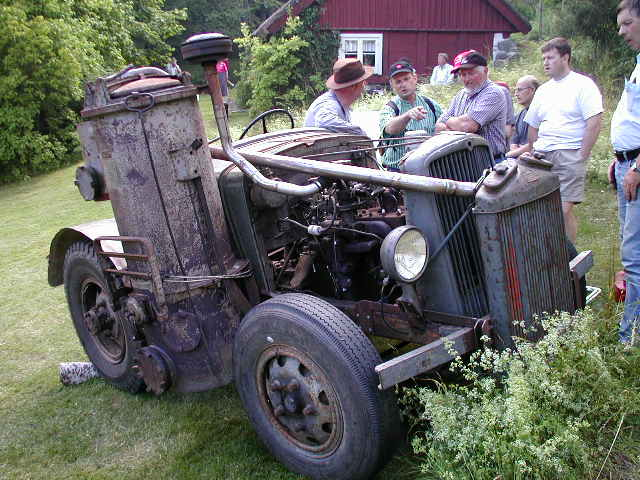
拖拉机上的木材气化炉

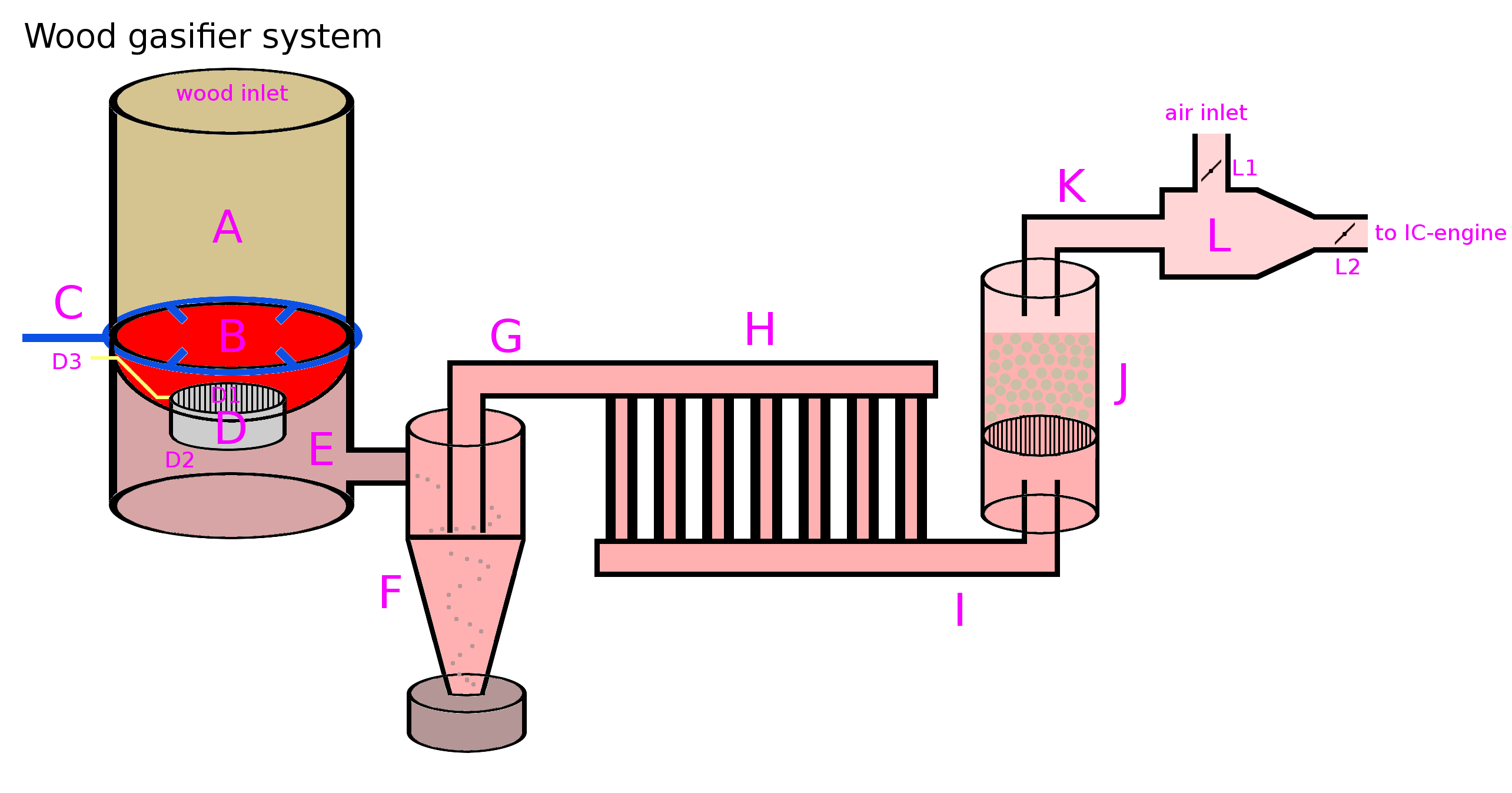
木材气化系统

### 内燃机
木材气化装置產生的木煤氣可替代柴油、汽油，只需修改車輛供油裝置为液化石油氣、液化天然氣為燃料的相似供氣裝置。蘇聯曾生產以木煤氣為動力的鐵路機車頭TE1G型煤氣內燃機車。

### 爐灶
木煤氣爐的工作原理是：直接燃燒木材產生熱能乾餾出木煤氣，在爐體的封閉式環境中，可以某種程度的限制這些煙狀可燃物的溢散，並回收來進行二次燃燒，達到更高的燃料利用率和更高的溫度。藉由爐體的設計，分離導引出來的大部分的木煤氣，從燃燒室內膽的下方冒出後與外部遇熱對流進來的空氣一起向上升，最後從爐壁夾層一路帶到上方的孔洞冒出，碰到向上竄升的火焰而被引燃。它回收利用木柴燃燒所冒出的煙，再作第二次燃燒，亦有部分木煤氣在爐體內便已被燃燒，亦有另外一部分會隨著火焰上升而來不及燃燒的微量木煤氣散逸，這也就是會燒黑鍋底的原因。木煤氣柴火爐具的燃燒方式，應用了火箭爐煙囪效應的對流作用以及使用回收木煤氣體的燃燒方式。